# پردیس سینمایی گلشن
پردیس سینمایی گلشن دارای ۴ سالن و گنجایش ۳۳۴ نفر در شهر مشهد واقع شده‌است.و در تاریخ ۲۳ اسفند ۱۳۹۶ افتتاح شده‌است.
این مجموعه سینمایی که در طبقه پنجم برج آرمیتاژ گلشن که بلندترین برج مشهد می‌باشد، جانمایی شده‌است در یک سالن با ظرفیت ۱۹۲ نفر و سه سالن با ظرفیت ۵۰ و ۴۵ و ۴۷ نفر، ظرفیتی برابر با ۳۳۴ نفر را در هر اکران در فضای سرپوشیده خود پوشش می‌دهد. امکاناتی همچون سالن سینمایی نیمه باز، فضاسازی زیبا و مدرن و همچنین برخورداری از فضای کافی‌شاپ موجب می‌شود تماشای فیلم به تجربه‌ای مفرح و لذت‌بخش در این مجموعه تبدیل شود.

## امکانات
- سالن سینمایی روباز
- سیستم صوتی دالبی و سیستم فوق پیشرفته krix
- سیستم ویدئو پرژکتور type E:laser
- سیستم ویدئو پرژکتور type D
- سیستم پرده MDI-strong-screen
- دارای لانژ ویژه
- نمازخانه آقایان - نمازخانه بانوان
- سیستم هوشمند اعلام و اطفاء حریق
- سیستم مانیتورینگ هوشمند و آنلاین در سالن یک
- استفاده همزمان از سالن سینما و مرکز همایش
- دارای سیستم مدیریت مرکزی هوشمند الکترونیکی روشنایی
- استفاده از بهترین متریال‌های روز سینماهای دنیا
- نما و دید بسیار عالی به منظره شهر از ارتفاع ۳۰ متری شهر مشهد
- سینما رستوران با غرفهٔ فروشگاهی فعال